# 西鵜之本村
西鵜之本村（にしうのもとむら）は、愛知県中島郡にあった村。現在の稲沢市の一部にあたる。

## 地理
木曽川左岸の低地に位置していた。

## 歴史
- 江戸時代は尾張藩領、鵜多須代官所支配で、明治元年（1868年）から美濃今尾藩領[2]。鵜之本村（東鵜之本村）から分村した[2]。
- 1889年（明治22年）10月1日、町村制の施行により、中島郡西鵜之本村が単独で村制施行し、西鵜之本村が発足[1][2]。大字は編成せず[2]。馬飼村、神明津村、四貫村、拾町野村と組合村を結成[2]。組合村役場を馬飼村に設置[3]。
- 1891年（明治24年）濃尾地震で被害を受けた[2]。
- 1906年（明治39年）5月10日、中島郡馬飼村、神明津村、四貫村、拾町野村と合併し、長岡村を新設して廃止された[1][2]。合併後、長岡村西鵜之本となる[2]。

### 地名の由来
鵜養地神の本居（産土神）の川西にあたるため。

## 産業
- 農業、養蚕、切干大根[2]

## 教育
- 1874年（明治7年）西覚寺を仮用して日新学校を開設[2]。